# Las hadas de Cottingley
Las Hadas de Cottingley son una serie de cinco fotografías tomadas por Elsie Wright y Frances Griffith, dos jóvenes primas que vivían en Cottingley, cerca de Bradford (Inglaterra). Estas imágenes representaban a las dos realizando actividades con supuestas hadas. En julio de 1917, cuando se tomaron las dos primeras fotos, Elsie contaba con 16 años y Frances, 10. En 1981 las dos mujeres admitieron haber falsificado todas las fotografías excepto una, pero insistieron en que realmente habían visto las hadas.

## Biografías de las jóvenes

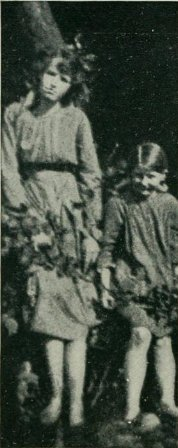
Frances Griffith y Elsie Wright (junio de 1917).

### Elsie Wright
Elsie nació en 1901, hija de Arthur y Polly Wright. Elsie era una consumada artista extremadamente dotada que pintaba paisajes y retratos, principalmente con acuarela. Entró en la Escuela de Arte de Bradford a los 13 años y trabajó en un laboratorio fotográfico y en una fábrica de tarjetas de felicitación durante la Primera Guerra Mundial. En el laboratorio, su trabajo consistía en crear fotos compuestas de soldados caídos en batalla con las fotografías de sus seres queridos, y durante ese tiempo tuvo la oportunidad de trabajar con placas fotográficas.
Emigró a América, pero tras su boda con un ingeniero se marchó a la India. Durante la Segunda Guerra Mundial trabajó en hospitales militares de Calcuta como capitana del Servicio Real Voluntario de Mujeres (WRVS, por sus siglas en inglés).
Volvió a Inglaterra después de la Declaración de independencia de la India en 1947. Murió en 1988 a la edad de 87 años, dejando una única hija.

### Frances Griffith
Frances Mary Griffith nació en Sudáfrica el 4 de septiembre de 1907, hija del sargento mayor Arthur Griffith y de Annie Griffith. Se fue a vivir con su prima en Cottingley. Frances se casó en 1928 con el soldado Sydney Way, y se instaló en Ramsgate. Murió el 11 de julio de 1986 a los 78 años. Tuvo dos hijos, un niño y una niña.

## Historia

### El comienzo
Elsie era la hija de Arthur Wright, uno de los primeros ingenieros eléctricos cualificados. Tomó la cámara de su padre (una cámara Butcher Midg No. 1 Magazine Type Falling Plate 1/4) e hizo fotos en el arroyo que corría detrás de la casa familiar. Al revelar las placas el señor Wright vio hadas en las fotografías y las consideró falsas. Cuando vio la segunda fotografía, prohibió a Elsie usar la cámara de nuevo. En cambio, su madre estaba convencida de su autenticidad.
La primera fotografía fue tomada por las chicas en el Arroyo Cottingley y muestra a Frances mirando a la cámara mientras un grupo de hadas baila en una ramas en primer plano. Algunos fotógrafos de la época examinaron las fotos y las declararon verdaderas, pero los laboratorios Kodak se negaron a autentificarlas, alegando que había muchas maneras de falsificarlas.
La primera foto se mandó en su forma original a Edward L. Gardner, en una carta junto con la segunda foto. Sin embargo, como las imágenes estaban relativamente desvaídas y poco definidas, Gardner le encomendó a Harold Snelling nuevos y mejores revelados, en una cantidad suficiente como para satisfacer al público, ya que el interés de los fotógrafos crecía cada vez más.
En 1918, una semana antes del fin de la Primera Guerra Mundial, Frances mandó una carta a Johanna Parvin, una amiga de Ciudad del Cabo, Sudáfrica, donde había vivido la mayor parte de su vida. La carta tiene fecha del 9 de noviembre de 1918:

Querida Joe, espero que estés bien. Escribí una carta anteriormente, pero la perdí o se me extravió. ¿Juegas con Elsie y Nora Biddles? Ahora estoy aprendiendo francés, geometría, cocina y álgebra en la escuela. Papá volvió de Francia la semana pasada después de estar allí diez meses, y todos pensamos que la guerra se acabará en unos pocos días. Vamos a colgar nuestras banderas en nuestra habitación. Te envío dos fotos, ambas mías, una en la que estoy en bañador en el arroyo de nuestro patio trasero, que tomó el Tío Arthur, mientras que la otra soy yo con varias hadas en el arroyo, que tomó Elsie. Rosebud está tan gorda como siempre y le he hecho alguna ropa nueva. ¿Cómo están Teddy y Dolly? Elsie y yo somos muy amigas de las hadas del arroyo. En el reverso de la fotografía, Frances escribió: Es curioso que nunca las vi en África. Debe hacer demasiado calor allí para ellas.

El asunto se hizo público por primera vez en el verano de 1919, cuando Polly Wright fue a una reunión de la Sociedad Teosófica de Bradford. Estaba interesada en el ocultismo y había tenido varias experiencias de proyecciones astrales y recuerdos de sus vidas anteriores. La conferencia de esa noche era sobre “la vida de las hadas”, y Polly le mencionó a las personas que estaban sentadas a su lado que su hija y su sobrina habían tomado fotografías de hadas. El asunto de esta conversación llegó a los oídos de los teosofistas en la conferencia que se celebró en Harrogate ese otoño y más tarde al líder teosofista, Edward Gardner, a principios de 1920.
El impulso inmediato de Gardner después de ver las fotografías de las hadas fue el creer que eran genuinas. Cuatro años más tarde, el 25 de noviembre de 1922, la carta que Frances escribió a Johanna Parvin fue descubierta y publicada en el Cape Town Argus en un artículo llamado "El pueblo de Cape se une a la controversia mundial", encendiendo una vez más la curiosidad pública.

### La implicación de Conan Doyle

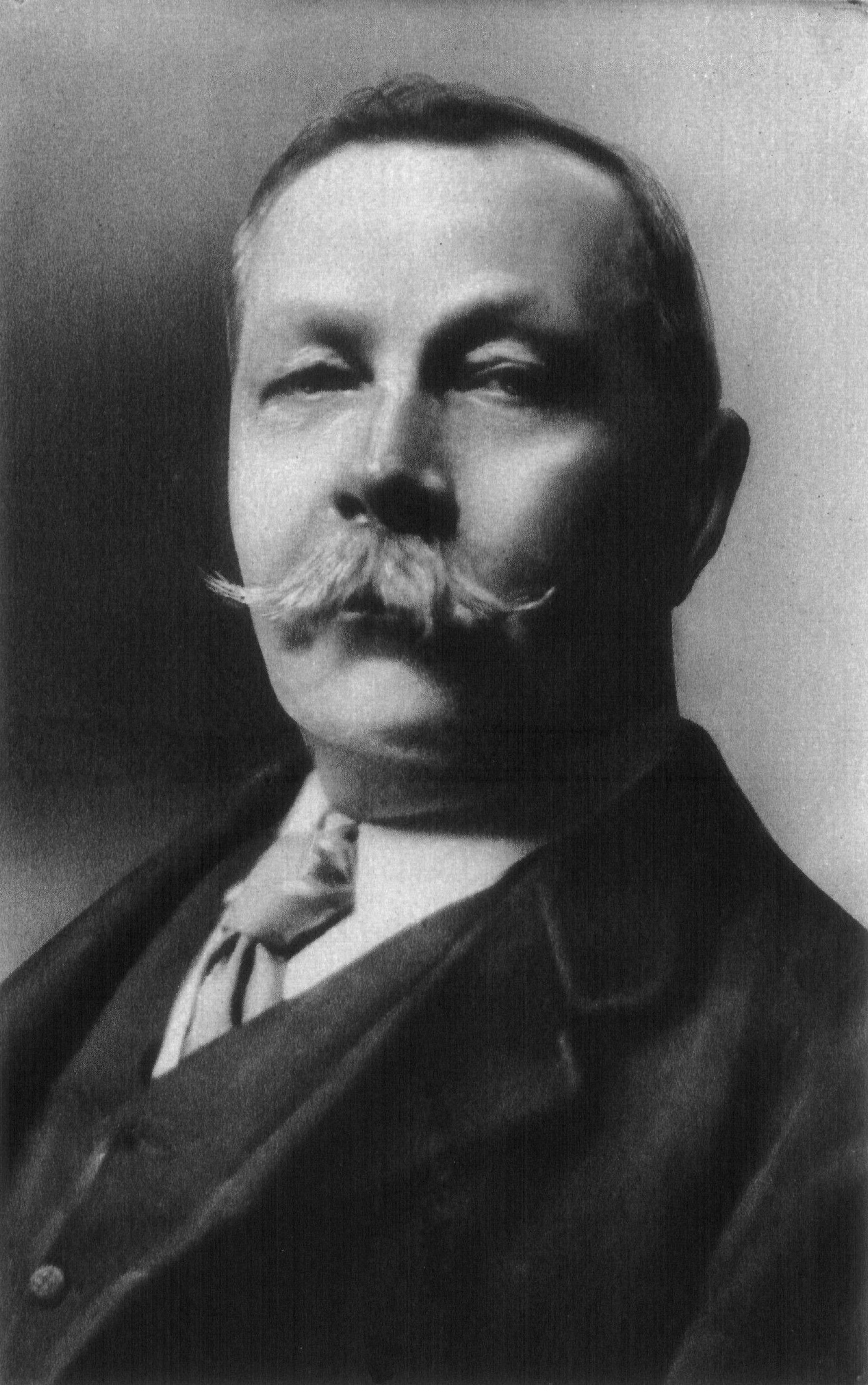
Sir Arthur Conan Doyle (1914).

Sir Arthur Conan Doyle, un prominente espiritista, había sido encargado por The Strand Magazine para escribir un artículo sobre hadas como tema navideño, que se publicaría a finales de noviembre de 1920. Lo estaba preparando en junio cuando oyó hablar de las dos fotografías de las hadas. Se puso en contacto con Gardner y este le prestó copias de las imágenes.
Conan Doyle enseñó las fotografías a Sir Oliver Lodge, un investigador psíquico pionero, quien las consideró falsas, quizás trucando la foto con un grupo de bailarinas disfrazadas de hadas. Una eminencia en hadas le dijo que los peinados de los duendecillos eran demasiado parisinos para su gusto. Lodge también se las enseñó a un clarividente para que hiciera impresiones psicométricas.
Conan Doyle envió a Gardner a Cottingley en julio. Gardner dijo que toda la familia Wright parecía honesta y totalmente respetable. Conan Doyle y Gardner decidieron que si se tomaban más fotografías de las hadas el asunto sería completamente incuestionable. Gardner viajó en agosto hacia el norte dejando a Elsie y Frances cámaras y 20 placas fotográficas esperando persuadirlas de que tomaran más fotografías. Solo de este modo, creía él, podría probarse que las hadas eran auténticas. 
Mientras, se completó el artículo “Hadas fotografiadas – un suceso memorable”, que incluía las dos fotografías reimpresas y mejor definidas. Conan Doyle navegó hasta Australia en una gira de conferencias que tenían como propósito extender el evangelio del Espiritualismo. Dejó que sus colegas encararan las reacciones del público a la controversia sobre las hadas.
La edición del  The Strand se agotó en unos pocos días tras su publicación a finales de noviembre. La reacción fue enérgica, especialmente por parte de los críticos. El líder de ese grupo fue el Mayor Hall-Edwards, un experto en radio. Declaró:

Tras la evidencia no vacilo en decir que esas fotografías han podido ser “falsificadas”. Critico la actitud de aquellos que declaran que hay algo sobrenatural en las circunstancias basándose en la toma de esas fotografías porque, como médico, creo que  la inculcación de ideas tan absurdas en la mente de los niños resultará más tarde en sus vidas en manifestaciones de desórdenes nerviosos y perturbaciones mentales…

Los comentarios en los periódicos eran variados. El 5 de enero de 1921, el periódico Truth declaró:

Para la verdadera explicación de esas fotografías de hadas lo que se precisa no es el conocimiento en fenómenos ocultos sino el conocimiento en niños.

Por otra parte, el South Wales Argus tomó una postura más tolerante el 27 de noviembre de 1920:

El día que matemos nuestro Santa Claus con nuestras estadísticas habremos hundido un mundo glorioso en la oscuridad más profunda

City News, el 29 de junio, declaró:

Llegados a este punto parece que debemos creer o en el casi increíble misterio de las hadas o en las casi increíbles maravillas de la fotografía trucada.

La Westminster Gazette eliminó los alias utilizados por Conan Doyle para proteger a Frances y Elsie y un reportero viajó hacia el norte. Sin embargo, las investigaciones del periodista no añadieron nada nuevo a la historia. Averiguó que Elsie había tomado prestada la cámara de su padre para tomar la primera fotografía, y que Frances había hecho una fotografía de Elsie con un gnomo. El reportero consideró que Polly y Arthur eran gente suficientemente honrada y volvió a Londres con un veredicto de “inexplicable”.

### Nuevas fotografías
Las fotografías de las hadas de Cottingley provocaron acalorados debates. Para Sir Arthur Conan Doyle fueron la prueba tan esperada de la existencia de espíritus, pero para mucha gente eran solo unas audaces falsificaciones. En las vacaciones de verano de 1920, Frances Griffith viajó en tren desde Scarborough, adonde se había ido a vivir con sus padres tras la Primera Guerra Mundial, hasta Cottingley. Su tía Polly le había escrito para decirle que Edward Gardner viajaría hasta allí desde Londres con cámaras nuevas, para que las primas pudieran tener otra oportunidad de tomar más fotografías de hadas y añadirlas a las dos que tomaron en 1917.
Edward Gardner trajo con él dos cámaras y dos docenas de placas fotográficas secretamente marcadas. Describió el encuentro con las chicas en su libro Hadas, un libro sobre hadas reales publicado en 1945:

Me marché a Cottingley de nuevo, llevando conmigo dos cámaras y placas desde Londres, y me reuní con la familia y les expliqué a las chicas el mecanismo simple de las cámaras, dándole una a cada una. Las cámaras estaban cargadas, y mi consejo final fue que tenían que ir a la cañada sólo en los días soleados, como se habían acostumbrado a hacer anteriormente, y seducir a las hadas, como llaman ellas a su modo de atraerlas, y ver lo que pueden conseguir. Sugerí solamente las precauciones más obvias y fáciles sobre iluminación y distancia, ya que sabía que era esencial que se sintieran libres y sin estorbos y no tuvieran ninguna carga de responsabilidad. Si nada salía de todo esto, no debían preocuparse en absoluto.

En una carta que Polly le escribió a Gardner, le describió los eventos del jueves 19 de agosto de 1920:

La mañana estaba gris y brumosa, así que no hicieron ninguna fotografía hasta después de la cena, cuando la bruma se había levantado y estaba soleado. Fui a casa de mi hermana a tomar el té y las dejé con sus cosas. Cuando regresé sólo habían conseguido dos con hadas; yo estaba decepcionada.

Dos días más tarde:

Fueron de nuevo la tarde del sábado e hicieron varias fotografías pero sólo había una en la que aparecía algo y es extraña, no sabemos qué es. Elsie puso las placas esta vez y Arthur las reveló al día siguiente. P.D.: No consiguió una volando después de todo.

Así que las placas fueron devueltas a Londres. Elsie recuerda el cuidado con el que su padre las empaquetó con algodones, al que el todo el asunto había dejado perplejo. Nunca lo entendió, y decayó la estima que le tenía a Conan Doyle. Antes, cuando el escritor había mostrado interés en las hadas, Arthur le había tenido en gran consideración; más tarde encontró difícil de creer que un hombre tan inteligente pudiera ser embaucado por “nuestra Elsie, ¡y ella que es la última de la clase!”. Pero mientras Arthur no pudo llegar a creer en las hadas, Polly, como sugiere el tono de la carta, apoyaba a su hija y creía en la existencia de espíritus de la naturaleza.
Gardner estaba eufórico al recibir las placas secretamente marcadas que llevaban las fotografías de las hadas, y le mandó telegramas a Conan Doyle, que seguía en la gira australiana de conferencias. Conan Doyle le contestó:

Mi corazón se alegró cuando aquí en la lejana Australia recibí tu nota y las tres maravillosas fotografías que son la confirmación de nuestros resultados publicados. Cuando se acepten nuestras hadas, otros fenómenos psíquicos encontrarán una aceptación más fácil... Tuvimos continuos mensajes en nuestras sesiones de espiritismo de que un signo visible está aproximándose....

Tanto Conan Doyle como Edward Gardner estuvieron interesados en principio en extender sus propias ideas sobre lo que consideraban lejos de la recepción del público. Conan Doyle vio el incidente de las hadas de Cottingley como un (quizás literalmente) regalo de los dioses, pavimentando el camino de verdades más profundas que se convertirían gradualmente en aceptables en un mundo materialista. Usó las tres últimas fotografías para ilustrar un segundo artículo para el Strand Magazine en 1921. Describía otros avistamientos de hadas y sirvió como base para su posterior libro La llegada de las Hadas, publicado en 1922.
Las reacciones a las nuevas fotografías de las hadas fueron, al igual que antes, variadas. Las críticas más comunes fueron que las hadas eran sospechosamente parecidas a las que tradicionalmente aparecían en los cuentos de niños y que tenían peinados muy a la moda. También se apuntó que las fotografías estaban especialmente bien definidas, como si algún experto fotógrafo las hubiera mejorado.
Sin embargo, algunas figuras públicas fueron simpatizantes. Margaret McMillan, una reformadora educacional y social, dijo:

Qué maravilloso es que a estas queridas niñas se les haya concedido un don tan maravilloso.

El novelista Henry De Vere Stacpoole decidió tomar en serio a las fotografías y a las niñas. Aceptó que las niñas y las fotografías eran genuinas. En una carta a Gardner dijo:

Mira la cara de Alice. Mira la cara de Iris. Hay una cosa extraordinaria llamada VERDAD que tiene 10 millones de rostros y formas -es la moneda de Dios y ni el más astuto acuñador o falsificador puede imitarla…

Los alias 'Alice' e 'Iris' que Conan Doyle usó por primera vez para proteger el anonimato de las niñas fueron preservados deliberadamente por Stacpoole.

### La quinta fotografía

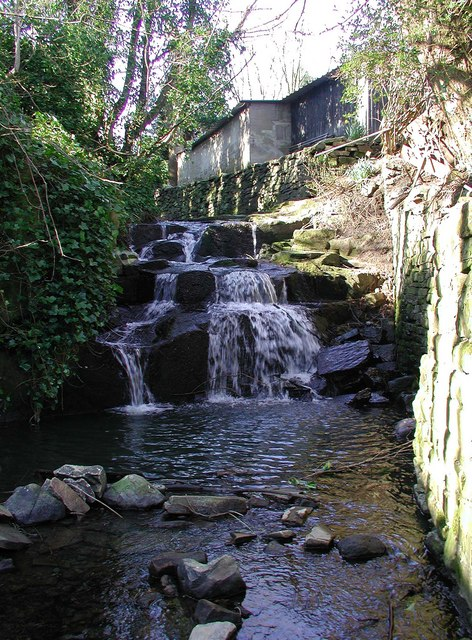
Arroyo y cascada en Cottingley, donde Frances Griffiths y Elsie Wright afirmaron haber tomado fotografías de hadas, entre 1917 y 1920.

La quinta y última de las fotografías de las hadas se considera a menudo la más sorprendente. Conan Doyle incluyó en su libro La llegada de las Hadas una detallada descripción de la imagen:

Sentada en el lado superior izquierdo con las alas desplegadas hay un hada descubierta aparentemente considerando si es hora de levantarse. Una madrugadora de mayor edad se ve a la derecha dotada de un pelo abundante y una alas magníficas. Su cuerpo ligeramente denso se puede alcanzar a ver dentro de su traje de hada.

En agosto de 1921, se hizo una última expedición a Cottingley. Esta vez se trajo al clarividente Geoffrey Hodson para verificar cualquier avistamiento de hadas. Las hadas no fueron fotografiadas a pesar de que se informó de que fueron vistas tanto por Elsie como por Hodson.
Pero para entonces tanto Elsie como Frances estaban cansadas del asunto de las hadas. Muchos años más tarde Elsie miró una fotografía tomada por Hodson en la que salían ambas y dijo:

¡Mira esto, hartas de las hadas!

Tanto Elsie como Frances estuvieron de acuerdo en que le siguieron la corriente a Hodson hasta extremos a veces ridículos.

### Entrevista a Elsie y Frances
Durante cincuenta años Elsie consiguió el anonimato, hasta que en 1971 la BBC se interesó por el caso. Se le entrevistó durante 10 días y visitaron Cottingley.
Elsie: No quería disgustar al señor Gardner. No me importa hablar ahora. (El señor Gardner había fallecido el año anterior)
Elsie: Juraría ante la Biblia que mi padre no sabía lo que pasaba.
Entrevistador: ¿Podría jurar igualmente ante la Biblia que no estaban gastando una broma?
Elsie (después de una pausa): Yo tomé las fotografías. Tomé dos... no, tres. Elsie tomó dos.
Entrevistador: ¿Son fotografías trucadas? ¿Podría jurar ante la Biblia sobre eso?
Elsie (después de una pausa): Preferiría dejar eso en el aire si no le importa... pero mi padre no tuvo nada que ver, eso se lo puedo prometer.
Entrevistador: ¿Se ha divertido a costa del mundo durante 50 años? ¿Nos ha estado tomando el pelo durante 10 días?
(Elsie ríe.)
Elsie (con suavidad): Creo que cerraremos eso si no le importa.
Más objetiva fue la entrevista que hizo Austin Mitchell para la televisión de Yorkshire en septiembre de 1976. En el lugar estaban las fotografías que supuestamente habían sido tomadas, y tuvo lugar el siguiente diálogo:
Mitchell: Una persona racional no ve hadas. Si la gente dice que ha visto hadas, entonces uno está obligado a ser crítico.
Frances: Sí.
Mitchell: Ahora, si ustedes dicen que las vieron, en el momento en el que la fotografía fue tomada, eso significa que si hay una estafa, entonces ambas son parte de ella.
Frances:  Sí –está bien– sí.
Mitchell: ¿Así que lo son?
Frances: No.
Elsie: No.
Frances: Por supuesto que no.
Mitchell: ¿Fabricaron, de algún modo, esas fotografías?
Frances: Por supuesto que no. Díganos cómo pudo hacerlo, recuerde que ella tenía 16 años y yo 10. Así que, si fuera un niño de diez años, ¿podría ir por la vida manteniendo un secreto?.
El equipo de la televisión de Yorkshire, sin embargo, creía en la teoría de los recortables de cartón. Austin Mitchell puso una hilera de figuras de hadas delante de él, con un fondo de follaje por detrás, y las movió un poco.

Simples recortes de cartón. Hechos por nuestro departamento fotográfico y sujetados por alambres. Descubrieron que verdaderamente necesitas alambre para hacer que se mantengan en pie -las figuras de papel se caen, por supuesto. Así es como se pudo haber hecho.
comentó Austin Mitchell en el programa en directo.

Los críticos fueron Lewis de Nationwide, Austin Mitchell de la televisión de Yorkshire, y James Randi, Stewart Sanderson y Katherine Briggs de la Sociedad de Folclore.
F. W. Holiday en su libro El Dragón y el Disco compara la aparición del gnomo de Cottingley con las figuras islandesas de la Edad de Bronce, y William Riley puso las cinco fotografías de hadas en el que quizás fue el contexto más relevante:

Me he encontrado en muchas ocasiones con muchas personas que han visto duendes en ciertos lugares privilegiados de Upper Airedale y Wharfedale.

### La confesión de Frances y Elsie
En 1981, en una entrevista realizada por Joe Cooper para la revista The Unexplained, las primas declararon que las fotografías eran falsas; habían sujetado recortes con alfileres de sombrero. Frances, sin embargo, siguió manteniendo hasta su muerte, en julio de 1986, que habían visto hadas y que la quinta fotografía, que mostraba a las hadas tomando el sol, era verdadera.
En una entrevista televisiva realizada en 1982, Elsie Wright declaró que habían estado demasiado avergonzadas para admitir la verdad después de engañar al autor de Sherlock Holmes.

Dos chicas pueblerinas y un hombre brillante como Conan Doyle, bueno, sólo podíamos mantenerlo en secreto.

En la misma entrevista declararon:

Nunca pensé que fuera un fraude -sólo eramos Elsie y yo divirtiéndonos un poco y al día de hoy no puedo entender cómo les pudimos engañar – querían que les engañáramos.
Frances

En esta entrevista no dijeron que ninguna de las fotografías fuera verdadera, aunque Frances mantuvo que había habido hadas en el jardín.

## Análisis de las imágenes
En las imágenes e impresiones que han llegado hasta el presente, las hadas se ven planas, con una iluminación que no encaja con el resto de la fotografía, como si fueran recortes de papel. Se ha alegado que esto es porque los originales tenían poca calidad y necesitaron retoques y que esta es la razón por la que los originales fueron convincentes al principio. Harold Snelling, un experto en fotografías trucadas de principios del siglo XX, dijo que "esas figuras danzantes no están hechas de papel ni de ninguna tela; no están pintadas en un fondo fotográfico —pero lo que menos entiendo es que todas esas figuras se movieron durante la exposición." Sin embargo, las exposiciones en esa época eran largas, y el viento pudo haber movido las alas o los cuerpos de las hadas si hubiesen estado hechas de papel o de tela, como Frances admitió en la entrevista televisiva. Doyle también desechó la idea de que las fotografías hubiesen estado trucadas.
En 1978 se encontraron algunos dibujos parecidos a las hadas de Cottingley en el libro de Claude A. Shepperson Princess Mary's Gift Book, de 1917.

## En la cultura popular
- Las hadas de Cottingley son personajes recurrentes de la serie de cómics Proof.
- La película de 1997 Cuento de hadas, protagonizada por Peter O'Toole y Harvey Keitel, está basada en estos hechos.
- La película Fotografiando hadas, también de 1997, usa las fotografías en la primera parte de la historia.
- El episodio “Small Worlds” de Torchwood, la spin-off de Doctor Who, muestra las fotografías.

## Libros
- La llegada de las Hadas por Arthur Conan Doyle, Hodder & Stoughton, 1922.
- Lo inexplicable, misterios de la mente, espacio y tiempo. Editado por Brian Innes y Peter Brookesmith
- Randi, James
         
       (1982), Flim-Flam!, Prometheus Books, ISBN 0-87975-198-3